# 1904 في الأرجنتين
فيما يلي قوائم الأحداث التي وقعت خلال عام 1904 في الأرجنتين.

## سياسة

### تعيين في المنصب
- 12 أكتوبر – مانويل كوينتانا رئيس الأرجنتين.

### انتهاء فترة المنصب
- 30 أبريل – كارلوس بيليجريني عضو مجلس الشيوخ الأرجنتيني ‏.
- 12 أكتوبر – خوليو روكا الأرجنتيني رئيس الأرجنتين.

## رياضة
- 1 يناير – دوري الدرجة الأولى الأرجنتيني 1904 الفائز Belgrano Athletic Club [الإنجليزية]‏.

## مواليد

### يناير
- 28 يناير – رولاند أغيري متسابق يخت أرجنتيني.

### مارس
- 15 مارس – حزقيال خوسيه فالي عسكري أرجنتيني.
- 19 مارس – ماريو فورتوناتو مدرب، ولاعب كرة قدم أرجنتيني.

### أبريل
- 11 أبريل – ألبرتو غونزاليس دومينغيز رياضياتي أرجنتيني.
- 27 أبريل – خوان بهرنسن سبّاح أرجنتيني.

### سبتمبر
- 21 سبتمبر – ألكسندر كي كاتب أمريكي.

### أكتوبر
- 11 أكتوبر – تيتا ميريلو

## وفيات

### يناير
- 1 يناير – إنريكتا بينتو (مواليد 1817)
- 8 يناير – جون فاريل (مواليد 1851)